# Lompnieu
Lompnieu is een plaats en voormalige gemeente in het Franse departement Ain in de regio Auvergne-Rhône-Alpes en telt 118 inwoners (2009). De oppervlakte bedraagt 10,8 km², de bevolkingsdichtheid is dus 10,9 inwoners per km². Lompnieu is op 1 januari 2019 gefuseerd met Belmont-Luthézieu, Sutrieu en Vieu tot de commune nouvelle Valromey-sur-Séran, waarvan Belmont de hoofdplaats werd.

## Geografie
De onderstaande kaart toont de ligging van Lompnieu met de belangrijkste infrastructuur en aangrenzende gemeenten.

## Demografie
Onderstaande figuur toont het verloop van het inwoneraantal van Lompnieu vanaf 1962.
Vanwege een beveiligingsprobleem met de MediaWiki Graph-software is het momenteel niet mogelijk deze grafiek weer te geven. Zodra de software is bijgewerkt zal de grafiek vanzelf weer zichtbaar worden.